# Conus alexandrinus
Espèce
Conus alexandrinus est une espèce de mollusques gastéropodes marins de la famille des Conidae.
Comme toutes les espèces du genre Conus, ces escargots sont prédateurs et venimeux. Ils sont capables de « piquer » les humains et doivent donc être manipulés avec précaution, voire pas du tout.

## Description
La taille de la coquille varie entre 18 mm et 35 mm.

## Distribution
Cette espèce est présente dans l'océan Atlantique au large de l'Angola.

## Taxonomie

### Publication originale
L'espèce Conus alexandrinus a été décrite pour la première fois en 1977 par la malacologiste américaine Sally Diana Lee Kaicher (d) (1922-1999) dans la publication intitulée « Card catalogue of world-wide shells »,.

### Synonymes
- Conus (Lautoconus) alexandrinus Kaicher, 1977 · appellation alternative
- Conus musivus Trovão, 1975 · non accepté (invalide : homonyme junior de Conus..)
- invalide : junior homonym of Conus musivum G.B. Sowerby I, 1833; C. tevesi is a replacement name
- Conus tevesi Trovão, 1978 · non accepté
- Varioconus alexandrinus (Kaicher, 1977) · non accepté
- Varioconus tevesi (Trovão, 1978) · non accepté

## Identifiants taxonomiques
Chaque taxon catalogué par les bases de données biologiques et taxonomiques possède un identifiant qui permet d'établir un point de référence. Les identifiants de Conus alexandrinus dans les principales bases sont les suivants :
CoL : XWV7 - GBIF : 6510162 - IRMNG : 11784305 - 